# Юрино (Ермаковский сельсовет)
Ю́рино — упразднённая в 2000 году деревня в Даниловском районе Ярославской области России.
На год упразднения входила в Ермаковский сельсовет (ныне Ермаковский сельский округ).

## География
Расположено урочище  в северо-восточной части области, в подзоне южной тайги, вблизи реки Ушлонка, в 34 км к северо-западу от города Данилова, в 4 км от автомобильной дороги Череповец — Данилов.

### Климат
Климат на территории урочища, как и во всем районе, характеризуется как умеренно континентальный, с умеренно холодной зимой и относительно тёплым влажным летом. Среднегодовая температура воздуха — +3,5 °C. Средняя температура воздуха самого холодного месяца (января) — −11,1 °C; самого тёплого месяца (июля) — +18,2 °C. Безморозный период длится около 214 дней. Годовое количество атмосферных осадков составляет около 646 миллиметров, из которых большая часть (около 70 %) выпадает в тёплый период. Устойчивый снежный покров держится около 151 дня. Среднегодовая скорость ветра — 4,7 м/с.

## История
Упразднена Постановление Государственной Думы Ярославской области от 28 ноября 2000 года № 148.

## Транспорт
Ближайшая остановка общественного транспорта «Поворот на Симаново».